# Klaus Berggreen
Pour les articles homonymes, voir Berggreen.
Klaus Berggreen est un footballeur danois né le 3 février 1958 à Virum, Danemark.

## Palmarès
- 46 sélections et 5 buts avec l'équipe du Danemark entre 1978 et 1988.